# Palais présidentiel de Cerro Castillo
Pour les articles homonymes, voir Cerro Castillo.

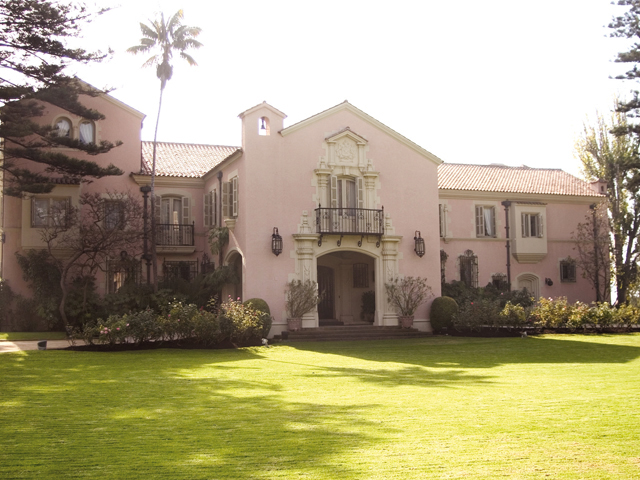
Palais présidentiel de Cerro Castillo.

Le palais présidentiel de Cerro Castillo (espagnol : Palacio Presidencial de Cerro Castillo) est un palais situé dans la ville de Viña del Mar, dans l'agglomération de Valparaíso, au Chili. Il sert de lieu de repos au président de la République du Chili et constitue une alternative au palais de La Moneda.
Le bâtiment revêt une importance particulière car c'est l'endroit où le président élu dort la nuit du 10 mars, en attendant d'être proclamé président de la République le lendemain dans le bâtiment du Congrès national, situé à Valparaíso. Pour cette raison, et depuis le transfert du siège du pouvoir législatif à la Ciudad Puerto (Valparaíso), c'est le lieu de rencontre du président avec les parlementaires.
Jusqu'en 1929, la résidence présidentielle d'été était l'Intendance régionale de l'époque, actuellement le bâtiment de la Marine chilienne, situé sur la Plaza Sotomayor dans la capitale régionale. En 2005, il est déclaré monument historique.

## Histoire

### Las siete hermanas
Le cerro Castillo était connue à l'époque coloniale comme le plateau de la « première sœur » (Primera Hermana), l'une des sept collines du domaine de Viña del Mar. Selon l'auteur Renato Basulto dans son livre De una Viña, Viña del Mar, la première route reliant Viña del Mar à Valparaíso, appelée Montée d'Agua Santa, passait par ces collines. Les sept collines définissaient le territoire appartenant au marchand millionnaire portugais Francisco Xavier Álvares, qui s'étendait jusqu'à la mer, avant de céder la place à la voie ferrée.

### Contexte du projet Palaciego
Le site choisi, le cerro Castillo, était l'emplacement de l'ancien fort du Callao, cédé au Trésor par la marine nationale. L'entité chargée d'exécuter les travaux était la Dirección General de Obras Públicas, aujourd'hui le ministère des Travaux publics, en coordination avec la Junta pro-Balneario de Viña del Mar (Conseil de la plage de Viña del Mar).
Le projet est élaboré par les architectes Luis Browne Fernández et Manuel Valenzuela González, et comprenait la maison présidentielle, la loge du portier et le parc, où devait se trouver la piscine. Les canons qui ornent aujourd'hui les jardins et le nom de la rue sont conservés de la construction originale du fort, tandis que les énormes murs de maçonnerie de 2 mètres d'épaisseur, deux poudrières et une casemate ont été enlevés.
Avec un investissement de près de 3 millions de pesos à l'époque, le bâtiment est remis au gouvernement chilien en janvier 1930. Il est décrit par la presse de l'époque comme « l'un des plus somptueux et des plus architecturaux d'Amérique du Sud ». Sa construction, qui se voulait un symbole du progrès du pays, utilisait du bois et des matériaux nationaux.

## Construction
Le projet est approuvé et construit sous le gouvernement du président Carlos Ibáñez del Campo entre 1929 et 1930, pendant la crise économique de la Grande Dépression, sous la direction des architectes Luis Browne et Manuel Valenzuela. Il est situé entre les centres qui dominent la route reliant le port de Valparaiso à la ville résidentielle de Viña del Mar. Il est situé sur le sommet homonyme et sa construction de style néo-colonial lui donne un air exquis de pertinence. Il est entouré d'un grand parc donnant sur la baie du port.
Il est construit sur le site d'un ancien fort, sur le cerro Castillo. L'entrée se fait par la rue Callao, sur le cerro Castillo. Sa construction est critiquée par l'opinion publique opposée de l'époque, principalement pour son grand luxe et pour être « exagérément cher ». C'est pour cette raison que des présidents comme Jorge Alessandri ou Salvador Allende n'ont pas beaucoup résidé dans le palais de Cerro Castillo.